# The Royalty/La realeza
The Royalty/La Realeza es el segundo álbum de estudio del dúo puertorriqueño de reguetón, R.K.M. & Ken-Y. Fue lanzado al mercado por Pina Records y Machete Music el 9 de septiembre de 2008. Cuenta con las colaboraciones de Plan B, Don Omar, Héctor Acosta, J-CO e Ivy Queen, además de dos sencillos publicados con anterioridad, «Mis días sin ti» y «Te regalo amores».
En su primera semana, el álbum vendió más de 15 000 copias en Estados Unidos, según registros de Nielsen SoundScan. Junto a una gira promocional, incluyendo una participación en Viña 2009, fueron nominados al Premio Grammy como «mejor álbum latino urbano» en su 51° edición anual.

## Lista de canciones
| N.º      | Título                                             | Productor(es)                                                 | Duración |  |
| 1.       | «La realeza»                                       | Los Magníficos, Haze                                          | 2:59     |  |
| 2.       | «Come On»                                          | Los Magníficos, Mambo Kingz                                   | 2:36     |  |
| 3.       | «No tengo nada (Paris)»                            | Los Magníficos                                                | 3:26     |  |
| 4.       | «Tuve un sueño» (con Plan B)                       | Los Magníficos, Haze                                          | 3:09     |  |
| 5.       | «Puedo reír»                                       | Los Magníficos, Mambo Kingz                                   | 2:59     |  |
| 6.       | «Presiento»                                        | Los Magníficos, Mambo Kingz                                   | 2:54     |  |
| 7.       | «Te regalo amores»                                 | Los Magníficos, Mambo Kingz                                   | 3:58     |  |
| 8.       | «Cuerpo sensual» (con Don Omar)                    | Los Magníficos, Mambo Kingz                                   | 3:38     |  |
| 9.       | «Si tú me amaras»                                  | Los Magníficos, Mambo Kingz                                   | 3:01     |  |
| 10.      | «Vicio del pecado» (con Héctor Acosta “El Torito”) | Los Magníficos, Polo Parra, Juan Luis Guzmán, Irving Menendez | 3:56     |  |
| 11.      | «Nena ven conmigo»                                 | Los Magníficos, Haze                                          | 3:32     |  |
| 12.      | «Noche de dos (Ven)»                               | Los Magníficos, Mambo Kingz                                   | 2:34     |  |
| 13.      | «Nuestro amor se acaba»                            | Los Magníficos                                                | 3:26     |  |
| 14.      | «Te amaré» (con Jayko)                             | Los Magníficos                                                | 4:15     |  |
| 15.      | «Enamorado por primera vez»                        | Los Magníficos                                                | 3:46     |  |
| 16.      | «Mis días sin ti»                                  | Los Magníficos                                                | 3:55     |  |
| 17.      | «No puedo»                                         | Los Magníficos                                                | 3:31     |  |
| 18.      | «Te regalo amores (Remix)» (con Ivy Queen)         | Los Magníficos, Mambo Kingz                                   | 3:59     |  |
| 01:01:35 |                                                    |                                                               |          |  |

| iTunes Bonus Tracks |                                     |          |  |
| N.º                 | Título                              | Duración |  |
| 19.                 | «Mis días sin ti (Urban Remix)»     | 3:53     |  |
| 20.                 | «Te amaré (Pop Version)» (con J-CO) | 4:19     |  |
| 01:09:56            |                                     |          |  |

## Posicionamiento en listas
| Listas (2008)                        | Mejor posición |
| ------------------------------------ | -------------- |
| Estados Unidos (Billboard 200)       | 32             |
| Estados Unidos (Latin Rhythm Albums) | 1              |
| Estados Unidos (Top Latin Albums)    | 1              |
| Estados Unidos (Top Rap Albums)      | 11             |

| Listas (2008)                        | Posición |
| ------------------------------------ | -------- |
| Estados Unidos (Latin Rhythm Albums) | 4        |
| Estados Unidos (Top Latin Albums)    | 35       |

| Listas (2009)                        | Posición |
| ------------------------------------ | -------- |
| Estados Unidos (Latin Rhythm Albums) | 10       |
| Estados Unidos (Top Latin Albums)    | 52       |

### Sucesión y posicionamiento
| Predecesor: Jenni de Jenni Rivera | U.S. Billboard Top Latin Albums — Álbum N°. 1 4 de octubre de 2008 - 10 de octubre de 2008 | Sucesor: Vamonos pa'l río de Los Pikandientes de Cabroca |

| Predecesor: Talento de barrio de Daddy Yankee | U.S. Billboard Latin Rhythm Albums — Álbum N°. 1 27 de septiembre de 2008 - 31 de octubre de 2008 | Sucesor: Talento de barrio de Daddy Yankee |

## Certificaciones
| País (Certificador) | Certificación   | Ventas certificadas |
| --- | --------------- | ------------------- |
| Estados Unidos (RIAA) | Platino (Latin) | 60 000*             |
| ^cifras de envíos basadas únicamente en la certificación xcifras no especificadas basadas únicamente en la certificación |                 |                     |

## Premios y nominaciones
| Año  | Premios                | Categoría                      | Resultado |
| ---- | ---------------------- | ------------------------------ | --------- |
| 2009 | Premios Grammy         | Mejor álbum latino urbano      | Nominado  |
| 2009 | Billboard Music Awards | Latin Rhythm Album of the Year | Nominado  |